# Liste der Straßen und Plätze in Kiel/I

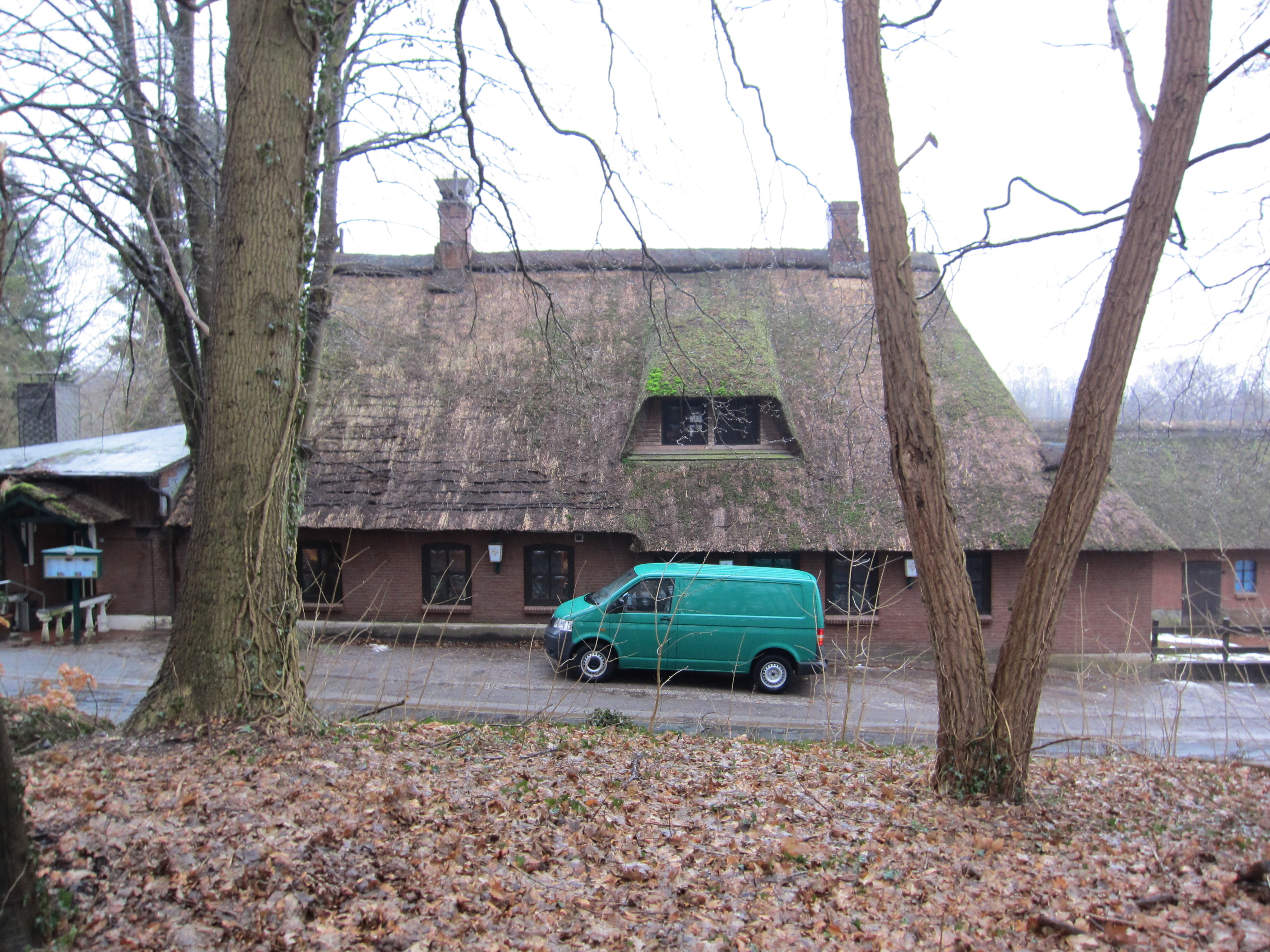
Ihlkate

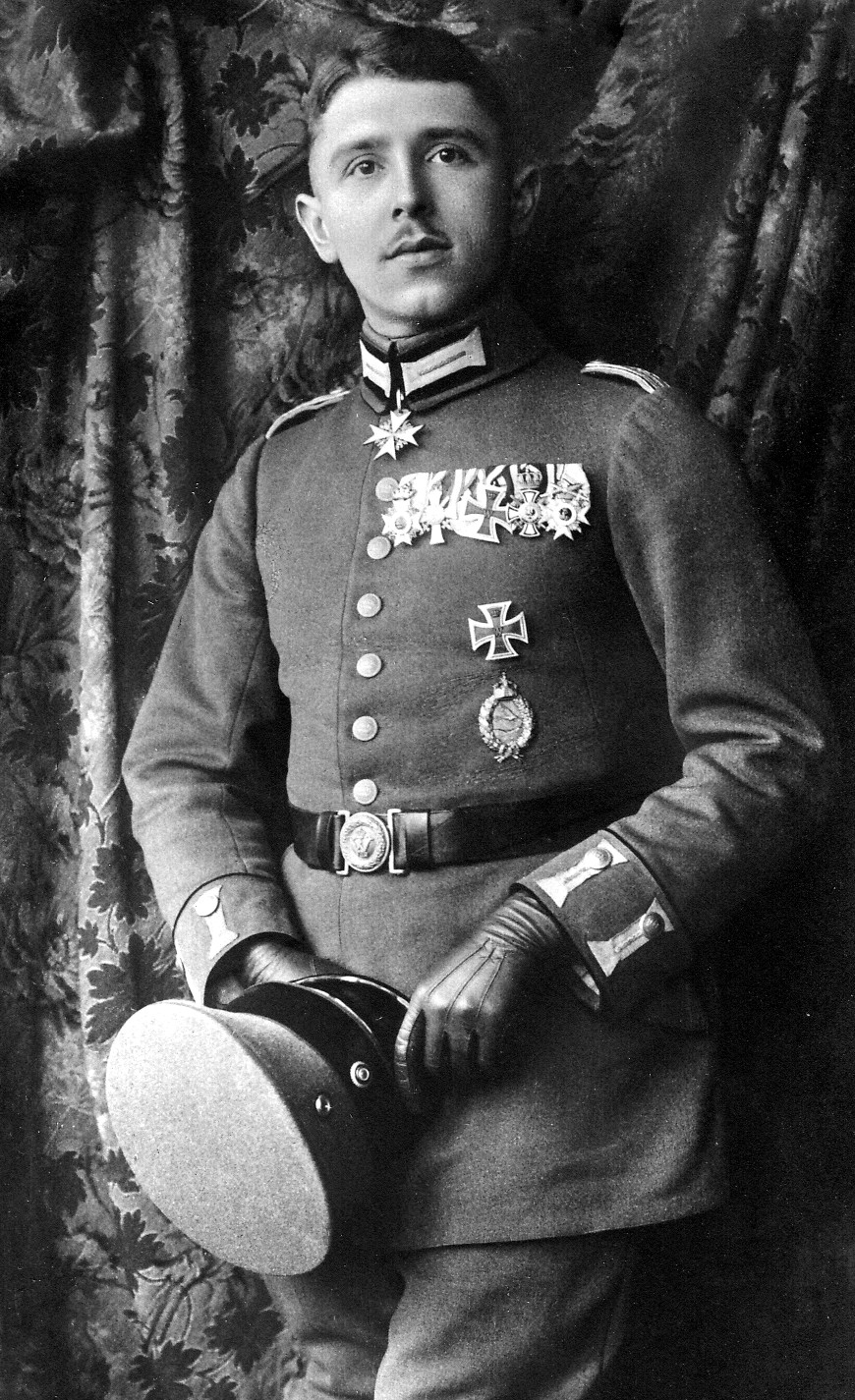
Max Immelmann

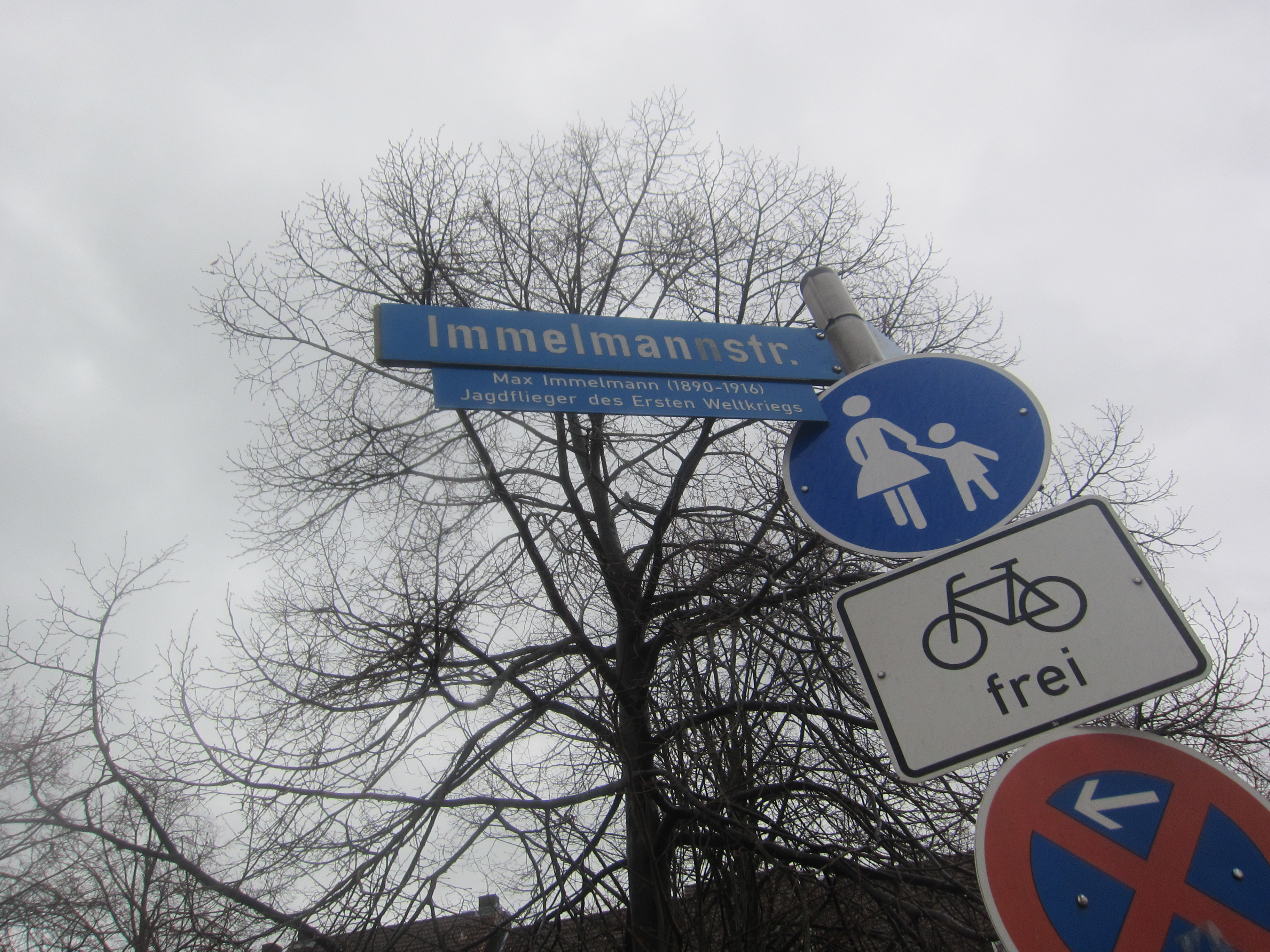
Straßenschild Immelmannstraße mit Erklärung

Ida-Hinz-Platz, Gaarden-Ost
1986 nach Ida Hinz benannt.
Igelpfad, Meimersdorf
2005 Name nach heimischer Fauna festgelegt.
Ihlkatenweg, Russee
angelegt als Ihlkater Weg, 1925 erstmals im Kieler Adressbuch aufgeführt, 1970 nach Ihlkate, Wohnplatz des früheren Gutsbezirks Blockshagen, heute zu Mielkendorf gehörig, in Ihlkatenweg umbenannt.
* Ihlkater Weg, Russee
1925 erstmals im Kieler Adressbuch aufgeführt, 1970 in Ihlkatenweg umbenannt.
Ihlseeweg, Hassee
1936 Name nach Weg zum See (Ihl = Blutegel) festgelegt.
Illerweg, Elmschenhagen
1976 nach dem Fluss Iller benannt, Teil des Wohngebiets Krooger Kamp.
Iltisstraße, Gaarden-Ost
1904 nach der Iltis benannt.
Im Anscharpark, Wik
2008 wurde der Name in der Ratsversammlung festgelegt, das westlich anschließende parkähnlich angelegte Areal wird im Volksmund mit Anscharpark bezeichnet.
Im Brauereiviertel, Ravensberg
1996 wurde der Name in der Ratsversammlung festgelegt, die Straße befindet sich auf dem ehemaligen Gelände der Holstenbrauerei.
Im Dorfe, Elmschenhagen
1908 erstmals im Kieler Adressbuch aufgeführt.
* Im Dorfe / Dorfstraße, Hasseldieksdamm
angelegt als Dorfstraße, 1910 wird die Straße in Melsdorfer Straße umbenannt.
Im Hasengrund, Meimersdorf
2005 Name nach heimischer Fauna festgelegt.
* Im Heisch, Suchsdorf
1955 erstmals im Kieler Adressbuch aufgeführt, alte Flurbezeichnung, 1962 wurde die Straße Im Heisch in Grödeweg umbenannt.
Im Hofholz, Hasseldieksdamm
1936 nach einer alten Flurbezeichnung benannt.
Im Saal, Poppenbrügge
1967 im Protokolltext der Gemeinderatssitzung erwähnt, 1970 wurde der Name beschlossen.
Im Waldwinkel, Hasseldieksdamm
1961 wurde der Name festgelegt, die Bezeichnung entspricht der besonderen Art dieser Straßenlage und der örtlichen Gegebenheit.
Im Winkel, Gaarden-Süd
1950 wurde der Name festgelegt, die Straßennamen stehen in Verbindung mit dem Wohngebiet Grünes Herz.
Immelmannstraße, Holtenau
1934 nach Max Immelmann benannt.
Innsbrucker Allee, Elmschenhagen
1939 nach der Stadt Innsbruck benannt.
Innweg, Elmschenhagen
1976 nach dem Fluss Inn benannt, Teil des Wohngebiets Krooger Kamp.
Insterburger Straße, Neumühlen-Dietrichsdorf
1962 nach der Stadt Insterburg benannt.
* Irenenallee, Ellerbek
1894 nach Prinzessin Irene benannt, 1910 wird die Straße Irenenallee in die Straße Franziusallee einbezogen.
* Irenestraße, Wik
1789 noch ohne Namen auf der Topographisch Militärischen Charte des Herzogtums Holstein (1789–1796) Nr. 10 von Major Gustav Adolf von Varendorf eingezeichnet, 1895 auf der Karte vom Gemeindebezirk Wik als Knooper Landstraße aufgeführt, 1907 wird die Straße Knooper Landstraße in Irenestraße umbenannt, 1923 wird die Straße in Projensdorfer Straße umbenannt.
Irisweg, Elmschenhagen
1979 nach Pflanzen und Vögeln – die an Binnengewässern vorkommen – benannt.
Isarweg, Elmschenhagen
1976 nach dem Fluss Isar festgelegt, Teil des Wohngebiets Krooger Kamp.
Itzehoer Straße, Wik
1940 nach der Stadt Itzehoe benannt.
Ivensring, Neumühlen-Dietrichsdorf
1892 im Prokolltext der Gemeinderatssitzung als Dorfstraße erwähnt, 1906 nach Johann Ivens in Ivensring umbenannt – Johann Ivens war lange Jahre Bauernvogt und Gemeindevorsteher von Neumühlen-Dietrichsdorf.